# The Hub (Edimburgo)

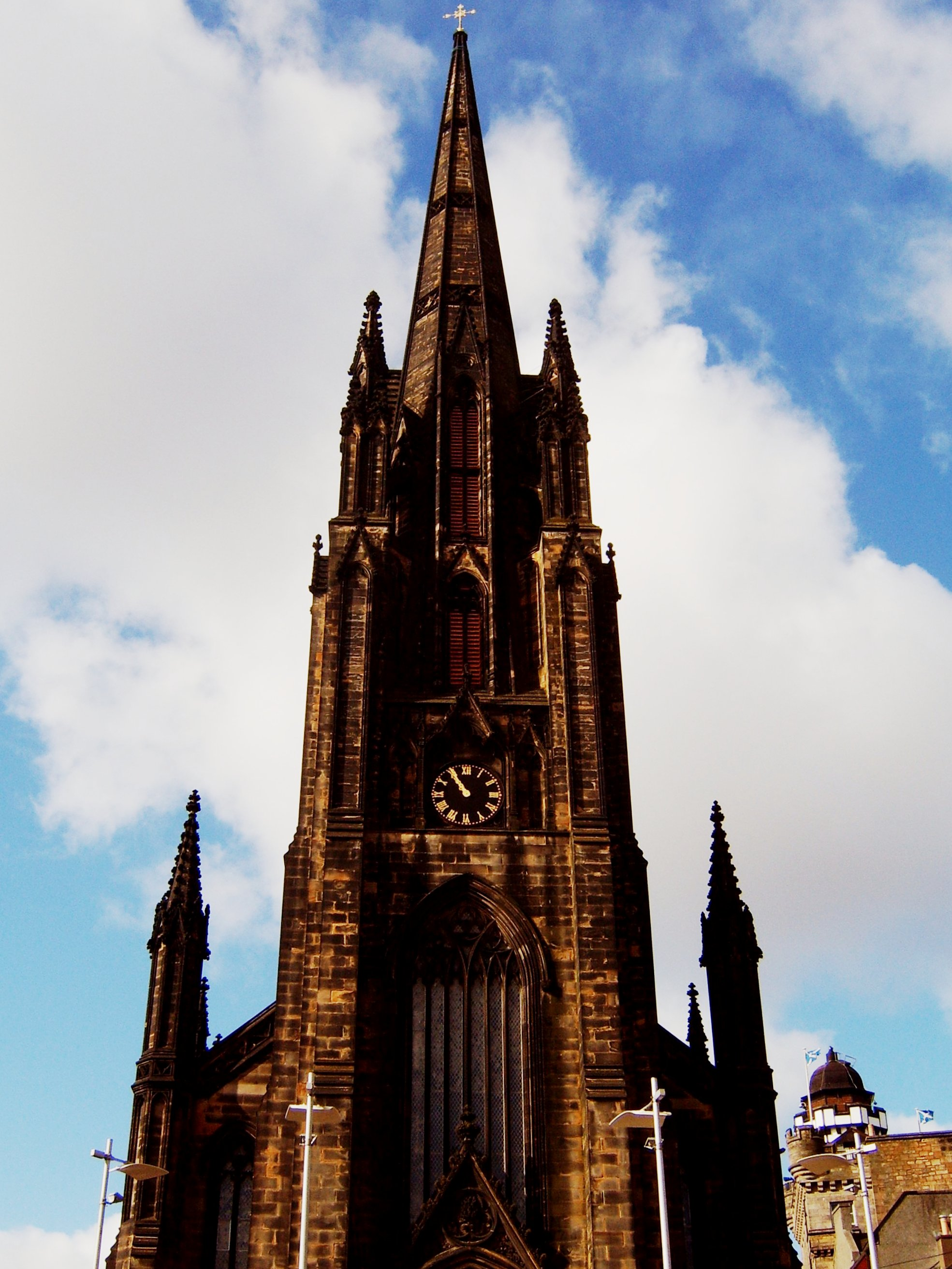
Fachada

The Hub (El Buje) en la capital escocesa de Edimburgo es, desde su reapertura en 1999, sede y centro informativo del Festival Internacional de Edimburgo. Está abierto durante todo el año y alberga su propio bar y restaurante, un espectacular Salón Principal donde tienen lugar conciertos, céilidhs, banquetes y fiestas, dos cuartos más pequeños, la Biblioteca Dunard y la Sala de Vidrio.